# Tour of the Universe (Depeche Mode)
Il Tour of the Universe è stato un tour musicale della band elettronica inglese Depeche Mode intrapreso durante il 2009 e il 2010 per promuovere il dodicesimo album in studio del gruppo Sounds of the Universe. Il tour è prodotto da Live Nation.
La band ha cancellato 14 date dal tour per un problema di salute di Dave Gahan. Il cantante infatti aveva fatto sapere alla stampa che il motivo delle cancellazioni erano dovute ad una gastroenterite ma il 28 maggio 2009 è stata comunicata alla stampa la notizia che in realtà gli era stato diagnosticato un tumore della vescica.
Gahan ha subìto un intervento per la rimozione del tumore e dopo poche settimane di riposo il tour è ripreso con la data dell'8 giugno a Lipsia. La band ha pubblicato sul loro sito ufficiale, una lettera di scuse rivolta ai fan per scusarsi dell'impossibilità di riproporre le date cancellate.
Il Tour of the Universe è stato annunciato il 6 ottobre 2008 a Berlino
Il tour ha registrato un totale di 2.7 milioni di spettatori in tutto il mondo.

## Date
| Data           | Città               | Paese           | Luogo                                     | Biglietti venduti                                             | Incasso                                                           | Note |
| -------------- | ------------------- | --------------- | ----------------------------------------- | ------------------------------------------------------------- | ----------------------------------------------------------------- | --- |
| Europa         |                     |                 |                                           |                                                               |                                                                   | |
| 06/05/2009     | Esch-sur-Alzette    | Lussemburgo     | Rockhal                                   | 6,000                                                         | -                                                                 | |
| Asia           |                     |                 |                                           |                                                               |                                                                   | |
| 10/05/2009     | Ramat Gan           | Israele         | Itzadion Ramat Gan                        | 50,000                                                        | -                                                                 | Il concerto è stato registrato per il progetto di album dal vivo Recording the Universe. |
| Europa         |                     |                 |                                           |                                                               |                                                                   | |
| 08/06/2009     | Lipsia              | Germania        | Zentralstadion                            | 40,000                                                        | -                                                                 | I concerti sono stati registrati per il progetto di album dal vivo Recording the Universe. |
| 10/06/2009     | Berlino             | Germania        | Olympiastadion                            | 65,657                                                        | $5,222,754                                                        | I concerti sono stati registrati per il progetto di album dal vivo Recording the Universe. |
| 12/06/2009     | Francoforte         | Germania        | Commerzbank-Arena                         | 42,000                                                        | -                                                                 | I concerti sono stati registrati per il progetto di album dal vivo Recording the Universe. |
| 13/06/2009     | Monaco di Baviera   | Germania        | Olympiastadion                            | 60,293                                                        | $4,813,137                                                        | I concerti sono stati registrati per il progetto di album dal vivo Recording the Universe. |
| 16/06/2009     | Roma                | Italia          | Stadio Olimpico                           | 44,070                                                        | $2,659,287                                                        | I concerti sono stati registrati per il progetto di album dal vivo Recording the Universe. |
| 18/06/2009     | Milano              | Italia          | Stadio Giuseppe Meazza                    | 57,544                                                        | $3,226,549                                                        | I concerti sono stati registrati per il progetto di album dal vivo Recording the Universe. |
| 20/06/2009     | Werchter            | Belgio          | Festivalpark (TW Classic Festival)        | -                                                             | -                                                                 | I concerti sono stati registrati per il progetto di album dal vivo Recording the Universe. |
| 22/06/2009     | Bratislava          | Slovacchia      | Štadión Pasienky                          | 30,000                                                        | -                                                                 | I concerti sono stati registrati per il progetto di album dal vivo Recording the Universe. |
| 23/06/2009     | Budapest            | Ungheria        | Puskás Ferenc Stadion                     | 34,716                                                        | $1,962,877                                                        | I concerti sono stati registrati per il progetto di album dal vivo Recording the Universe. |
| 25/06/2009     | Praga               | Repubblica Ceca | Synot Tip Aréna                           | 34,000                                                        | -                                                                 | I concerti sono stati registrati per il progetto di album dal vivo Recording the Universe. |
| 27/06/2009     | Saint-Denis         | Francia         | Stade de France                           | 65,005                                                        | $5,662,502                                                        | I concerti sono stati registrati per il progetto di album dal vivo Recording the Universe. |
| 28/06/2009     | Nancy               | Francia         | Le Zénith                                 | 16,763                                                        | $1,152,827                                                        | I concerti sono stati registrati per il progetto di album dal vivo Recording the Universe. |
| 30/06/2009     | Copenaghen          | Danimarca       | Parken                                    | 41,564                                                        | $4,025,283                                                        | I concerti sono stati registrati per il progetto di album dal vivo Recording the Universe. |
| 01/07/2009     | Amburgo             | Germania        | HSH Nordbank Arena                        | 45,000                                                        | -                                                                 | Originariamente fissata per il 2 giugno 2009, ma poi posticipata a causa del ricovero di Dave Gahan per gastroenterite. Il concerto è stato registrato per il progetto di album dal vivo Recording the Universe.                    |
| 03/07/2009     | Arvika              | Svezia          | Folkets Park (Arvika Festival)            | -                                                             | -                                                                 | I concerti sono stati registrati per il progetto di album dal vivo Recording the Universe. |
| 06/07/2009     | Carcassonne         | Francia         | Esplanade Gambetta                        | -                                                             | -                                                                 | I concerti sono stati registrati per il progetto di album dal vivo Recording the Universe. |
| 08/07/2009     | Valladolid          | Spagna          | Estadio Municipal José Zorrilla           | 15,000                                                        | -                                                                 | I concerti sono stati registrati per il progetto di album dal vivo Recording the Universe. |
| 09/07/2009     | Bilbao              | Spagna          | Monte Cobetas (BBK Live)                  | -                                                             | -                                                                 | I concerti sono stati registrati per il progetto di album dal vivo Recording the Universe. |
| Nord America   |                     |                 |                                           |                                                               |                                                                   | |
| 24/07/2009     | Toronto             | Canada          | Molson Canadian Amphitheatre              | 16,128                                                        | $891,358                                                          | I concerti sono stati registrati per il progetto di album dal vivo Recording the Universe. |
| 25/07/2009     | Montréal            | Canada          | Centre Bell                               | 10,910                                                        | $956,412                                                          | I concerti sono stati registrati per il progetto di album dal vivo Recording the Universe. |
| 28/07/2009     | Bristow             | Stati Uniti     | Nissan Pavilion                           | 13,667                                                        | $485,344                                                          | I concerti sono stati registrati per il progetto di album dal vivo Recording the Universe. |
| 31/07/2009     | Mansfield           | Stati Uniti     | Comcast Center                            | 7,672                                                         | $437,544                                                          | I concerti sono stati registrati per il progetto di album dal vivo Recording the Universe. |
| 01/08/2009     | Atlantic City       | Stati Uniti     | Borgata Event Center                      | 2,000                                                         | -                                                                 | I concerti sono stati registrati per il progetto di album dal vivo Recording the Universe. |
| 03/08/2009     | New York City       | Stati Uniti     | Madison Square Garden                     | 26,860                                                        | $2,452,781                                                        | |
| 04/08/2009     | New York City       | Stati Uniti     | Madison Square Garden                     | 26,860                                                        | $2,452,781                                                        | |
| 07/08/2009     | Chicago             | Stati Uniti     | Grant Park (Lollapalooza)                 | -                                                             | -                                                                 | |
| 10/08/2009     | Seattle             | Stati Uniti     | KeyArena                                  | 9,376                                                         | $596,030                                                          | Il concerto è stato registrato per il progetto di album dal vivo Recording the Universe. |
| 16/08/2009     | Los Angeles         | Stati Uniti     | Hollywood Bowl                            | 34,919                                                        | $2,771,625                                                        | |
| 17/08/2009     | Los Angeles         | Stati Uniti     | Hollywood Bowl                            | 34,919                                                        | $2,771,625                                                        | |
| 19/08/2009     | Anaheim             | Stati Uniti     | Honda Center                              | 12,430                                                        | $962,349                                                          | Il concerto è stato registrato per il progetto di album dal vivo Recording the Universe. |
| 20/08/2009     | Santa Barbara       | Stati Uniti     | Santa Barbara Bowl                        | 4,937                                                         | $374,323                                                          | |
| 22/08/2009     | Paradise            | Stati Uniti     | Pearl Concert Theater                     | 2,000                                                         | -                                                                 | I concerti sono stati registrati per il progetto di album dal vivo Recording the Universe. |
| 23/08/2009     | Phoenix             | Stati Uniti     | US Airways Center                         | 7,635                                                         | $481,535                                                          | I concerti sono stati registrati per il progetto di album dal vivo Recording the Universe. |
| 25/08/2009     | West Valley City    | Stati Uniti     | The E Center                              | 6,601                                                         | $368,823                                                          | I concerti sono stati registrati per il progetto di album dal vivo Recording the Universe. |
| 27/08/2009     | Morrison            | Stati Uniti     | Red Rocks Amphitheatre                    | 8,679                                                         | $678,597                                                          | I concerti sono stati registrati per il progetto di album dal vivo Recording the Universe. |
| 29/08/2009     | Dallas              | Stati Uniti     | Superpages.com Center                     | 14,813                                                        | $737,727                                                          | I concerti sono stati registrati per il progetto di album dal vivo Recording the Universe. |
| 30/08/2009     | The Woodlands       | Stati Uniti     | Cynthia Woods Mitchell Pavilion           | 14,000                                                        | -                                                                 | I concerti sono stati registrati per il progetto di album dal vivo Recording the Universe. |
| 01/09/2009     | Atlanta             | Stati Uniti     | Aaron's Amphitheatre                      | 16,000                                                        | -                                                                 | I concerti sono stati registrati per il progetto di album dal vivo Recording the Universe. |
| 04/09/2009     | Tampa               | Stati Uniti     | Ford Amphitheatre                         | 9,904                                                         | $420,429                                                          | I concerti sono stati registrati per il progetto di album dal vivo Recording the Universe. |
| 05/09/2009     | Sunrise             | Stati Uniti     | BankAtlantic Center                       | 12,665                                                        | $795,039                                                          | I concerti sono stati registrati per il progetto di album dal vivo Recording the Universe. |
| 01/10/2009     | Guadalajara         | Messico         | Arena V.F.G.                              | 14,234                                                        | $1,253,820                                                        | I concerti sono stati registrati per il progetto di album dal vivo Recording the Universe. |
| 03/10/2009     | Città del Messico   | Messico         | Foro Sol                                  | 88,380                                                        | $4,190,448                                                        | I concerti sono stati registrati per il progetto di album dal vivo Recording the Universe. |
| 04/10/2009     | Città del Messico   | Messico         | Foro Sol                                  | 88,380                                                        | $4,190,448                                                        | I concerti sono stati registrati per il progetto di album dal vivo Recording the Universe. |
| 06/10/2009     | Monterrey           | Messico         | Arena Monterrey                           | 16,000                                                        | -                                                                 | I concerti sono stati registrati per il progetto di album dal vivo Recording the Universe. |
| Centro America |                     |                 |                                           |                                                               |                                                                   | |
| 08/10/2009     | San José            | Costa Rica      | Autódromo La Guácima                      | 15,000                                                        | -                                                                 | |
| Sud America    |                     |                 |                                           |                                                               |                                                                   | |
| 10/10/2009     | Bogotà              | Colombia        | Parque Metropolitano Simón Bolívar        | 20,000                                                        | -                                                                 | |
| 13/10/2009     | Lima                | Perù            | Explanada del Estadio Monumental          | 28,000                                                        | -                                                                 | |
| 15/10/2009     | Santiago del Cile   | Cile            | Club Hipico                               | 40,280                                                        | $2,506,375                                                        | |
| 17/10/2009     | Buenos Aires        | Argentina       | Club Ciudad (Personal Fest)               | -                                                             | -                                                                 | |
| Europa         |                     |                 |                                           |                                                               |                                                                   | |
| 31/10/2009     | Oberhausen          | Germania        | König Pilsener Arena                      | 11,000                                                        | -                                                                 | |
| 01/11/2009     | Brema               | Germania        | AWD Dome                                  | 12,000                                                        | -                                                                 | |
| 03/11/2009     | Hannover            | Germania        | Tui Arena                                 | 12,000                                                        | -                                                                 | |
| 07/11/2009     | Mannheim            | Germania        | SAP Arena                                 | 11,000                                                        | -                                                                 | |
| 08/11/2009     | Stoccarda           | Germania        | Hanns-Martin-Schleyer-Halle               | 13,000                                                        | -                                                                 | |
| 10/11/2009     | Ginevra             | Svizzera        | Palexpo                                   | 20,000                                                        | -                                                                 | |
| 12/11/2009     | Valencia            | Spagna          | Recinto Ferial                            | 10,369                                                        | $777,571                                                          | |
| 14/11/2009     | Lisbona             | Portogallo      | Pavilhão Atlântico                        | 17,000                                                        | -                                                                 | |
| 16/11/2009     | Madrid              | Spagna          | Palacio de Deportes                       | 30,409                                                        | $2,264,030                                                        | |
| 17/11/2009     | Madrid              | Spagna          | Palacio de Deportes                       | 30,409                                                        | $2,264,030                                                        | |
| 20/11/2009     | Barcellona          | Spagna          | Palau Sant Jordi                          | 34,193                                                        | $2,629,710                                                        | Entrambi i concerti sono stati filmati e registrati per il concert film e album dal vivo Tour of the Universe: Barcelona 20/21.11.09.                                                                                               |
| 21/11/2009     | Barcellona          | Spagna          | Palau Sant Jordi                          | 34,193                                                        | $2,629,710                                                        | Entrambi i concerti sono stati filmati e registrati per il concert film e album dal vivo Tour of the Universe: Barcelona 20/21.11.09.                                                                                               |
| 23/11/2009     | Lione               | Francia         | Halle Tony-Garnier                        | 15,331                                                        | $1,041,300                                                        | |
| 25/11/2009     | Casalecchio di Reno | Italia          | Futurshow Station                         | 12,880                                                        | $868,512                                                          | |
| 26/11/2009     | Torino              | Italia          | PalaOlimpico                              | 10,758                                                        | $717,431                                                          | |
| 28/11/2009     | Erfurt              | Germania        | Messehalle                                | -                                                             | -                                                                 | |
| 30/11/2009     | Rotterdam           | Paesi Bassi     | Ahoy Rotterdam                            | 10,655                                                        | $701,984                                                          | |
| 01/12/2009     | Norimberga          | Germania        | Arena Nürnberger Versicherung             | 10,000                                                        | -                                                                 | |
| 03/12/2009     | Vienna              | Austria         | Stadthalle                                | 15,000                                                        | -                                                                 | |
| 06/12/2009     | Zurigo              | Svizzera        | Hallenstadion                             | 28,000                                                        | -                                                                 | |
| 07/12/2009     | Zurigo              | Svizzera        | Hallenstadion                             | 28,000                                                        | -                                                                 | |
| 10/12/2009     | Dublino             | Irlanda         | The O2                                    | 11,000                                                        | -                                                                 | |
| 12/12/2009     | Glasgow             | Scozia          | Scottish Exhibition and Conference Centre | 9,587                                                         | $624,252                                                          | Il concerto è stato registrato per il progetto di album dal vivo Recording the Universe. |
| 13/12/2009     | Birmingham          | Inghilterra     | LG Arena                                  | 13,014                                                        | $846,222                                                          | Il concerto è stato registrato per il progetto di album dal vivo Recording the Universe. La performance di Insight è stata anche filmata e inclusa come traccia bonus del concert film Tour of the Universe : Barcelona 20/21.11.09 |
| 15/12/2009     | Londra              | Inghilterra     | O2 Arena                                  | 47,928 (compresi quelli della data del 20 febbraio 2010)      | $3,505,430 (compreso quello della data del 20 febbraio 2010)      | I concerti sono stati registrati per il progetto di album dal vivo Recording the Universe. |
| 16/12/2009     | Londra              | Inghilterra     | O2 Arena                                  | 47,928 (compresi quelli della data del 20 febbraio 2010)      | $3,505,430 (compreso quello della data del 20 febbraio 2010)      | I concerti sono stati registrati per il progetto di album dal vivo Recording the Universe. |
| 18/12/2009     | Manchester          | Inghilterra     | Evening News Arena                        | 14,726                                                        | $954,781                                                          | I concerti sono stati registrati per il progetto di album dal vivo Recording the Universe. |
| 09/01/2010     | Berlino             | Germania        | O2 World                                  | -                                                             | -                                                                 | |
| 11/01/2010     | Budapest            | Ungheria        | Papp László Budapest Sportaréna           | 13,345                                                        | $950,155                                                          | |
| 14/01/2010     | Praga               | Repubblica Ceca | O2 Arena                                  | -                                                             | -                                                                 | |
| 17/01/2010     | Liévin              | Francia         | Stade Couvert Régional                    | 11,256                                                        | $824,290                                                          | |
| 19/01/2010     | Parigi              | Francia         | Palais Omnisports de Paris-Bercy          | 32,239                                                        | $2,326,230                                                        | |
| 20/01/2010     | Parigi              | Francia         | Palais Omnisports de Paris-Bercy          | 32,239                                                        | $2,326,230                                                        | |
| 23/01/2010     | Anversa             | Belgio          | Sportpaleis                               | -                                                             | -                                                                 | |
| 25/01/2010     | Malmö               | Svezia          | Malmö Arena                               | 10,967                                                        | $796,804                                                          | |
| 26/01/2010     | Göteborg            | Svezia          | Scandinavium                              | 10,595                                                        | $824,189                                                          | |
| 29/01/2010     | Bergen              | Norvegia        | Vestlandshallen                           | 8,100                                                         | $974,204                                                          | Originariamente fissata per il 2 luglio 2009, ma poi posticipata a causa del ricovero di Dave Gahan per gastroenterite. |
| 31/01/2010     | Stoccolma           | Svezia          | Ericcson Globe                            | 13,970                                                        | $987,427                                                          | |
| 02/02/2010     | Helsinki            | Finlandia       | Hartwall-areena                           | 11,626                                                        | $911,278                                                          | |
| 04/02/2010     | San Pietroburgo     | Russia          | SKK Peterburgsky                          | -                                                             | -                                                                 | |
| 06/02/2010     | Mosca               | Russia          | Olimpiysky                                | -                                                             | -                                                                 | |
| 08/02/2010     | Kiev                | Ucraina         | Palats Sportu                             | -                                                             | -                                                                 | |
| 10/02/2010     | Łódź                | Polonia         | Atlas Arena                               | 31,064                                                        | $1,801,840                                                        | |
| 11/02/2010     | Łódź                | Polonia         | Atlas Arena                               | 31,064                                                        | $1,801,840                                                        | |
| 14/02/2010     | Zagabria            | Croazia         | Arena Zagreb                              | -                                                             | -                                                                 | Originariamente fissata per il 21 maggio 2009, ma poi posticipata a causa del ricovero di Dave Gahan per gastroenterite. |
| 17/02/2010     | Londra              | Inghilterra     | Royal Albert Hall                         | 5,079                                                         | $518,843                                                          | Il concerto è stato registrato per il progetto di album dal vivo Recording the Universe. |
| 20/02/2010     | Londra              | Inghilterra     | O2 Arena                                  | 47,928 (compresi quelli delle date del 15 e 16 dicembre 2009) | $3,505,430 (compreso quello delle date del 15 e 16 dicembre 2009) | Originariamente fissata per il 30 maggio 2009, ma poi posticipata a causa del ricovero di Dave Gahan per gastroenterite. Il concerto è stato registrato per il progetto di album dal vivo Recording the Universe.                   |
| 22/02/2010     | Horsens             | Danimarca       | Forum Horsens                             | -                                                             | -                                                                 | |
| 23/02/2010     | Horsens             | Danimarca       | Forum Horsens                             | -                                                             | -                                                                 | |
| 26/02/2010     | Düsseldorf          | Germania        | Esprit Arena                              | 93,498                                                        | $7,430,991                                                        | Originariamente fissate per il 4 e 5 giugno 2009, ma poi posticipate a causa del ricovero di Dave Gahan per gastroenterite. Entrambi i concerti sono stati registrati per il progetto di album dal vivo Recording the Universe.     |
| 27/02/2010     | Düsseldorf          | Germania        | Esprit Arena                              | 93,498                                                        | $7,430,991                                                        | Originariamente fissate per il 4 e 5 giugno 2009, ma poi posticipate a causa del ricovero di Dave Gahan per gastroenterite. Entrambi i concerti sono stati registrati per il progetto di album dal vivo Recording the Universe.     |

## Date cancellate
| Data       | Città          | Paese       | Luogo                            | Motivo                                                                |
| ---------- | -------------- | ----------- | -------------------------------- | --------------------------------------------------------------------- |
| 12/05/2009 | Atene          | Grecia      | Terra Vibe                       | Ricovero di Dave Gahan per gastroenterite.                            |
| 14/05/2009 | Istanbul       | Turchia     | SantralIstanbul                  | Ricovero di Dave Gahan per gastroenterite.                            |
| 16/05/2009 | Bucarest       | Romania     | Parcul Izvor                     | Ricovero di Dave Gahan per gastroenterite.                            |
| 18/05/2009 | Sofia          | Bulgaria    | Natsionalen Stadion Vasil Levski | Ricovero di Dave Gahan per gastroenterite.                            |
| 20/05/2009 | Belgrado       | Serbia      | Ušće                             | Ricovero di Dave Gahan per gastroenterite.                            |
| 23/05/2009 | Varsavia       | Polonia     | Stadion Gwardii                  | Ricovero di Dave Gahan per gastroenterite.                            |
| 25/05/2009 | Riga           | Lettonia    | Skonto Stadions                  | Ricovero di Dave Gahan per gastroenterite.                            |
| 27/05/2009 | Vilnius        | Lituania    | Zalgirio Stadionas               | Ricovero di Dave Gahan per gastroenterite.                            |
| 31/05/2009 | Landgraaf      | Paesi Bassi | Pinkpop Festival                 | Ricovero di Dave Gahan per gastroenterite.                            |
| 07/06/2009 | Lipsia         | Germania    | Zentralstadion                   | Ricovero di Dave Gahan per gastroenterite.                            |
| 11/07/2009 | Porto          | Portogallo  | Super Bock Super Rock            | Infortunio alla gamba di Dave Gahan.                                  |
| 12/07/2009 | Siviglia       | Spagna      | Estadio Olímpico de La Cartuja   | Infortunio alla gamba di Dave Gahan.                                  |
| 12/08/2009 | Mountain View  | Stati Uniti | Shoreline Amphitheatre           | Problemi di Dave Gahan alle corde vocali.                             |
| 14/08/2009 | Chula Vista    | Stati Uniti | Cricket Wireless Amphitheatre    | Problemi di Dave Gahan alle corde vocali.                             |
| 22/10/2009 | Rio de Janeiro | Brasile     | Citibank Hall                    | Problemi logistici dovuti alla posticipazione di alcune date europee. |
| 24/10/2009 | San Paolo      | Brasile     | Arena Anhembi                    | Problemi logistici dovuti alla posticipazione di alcune date europee. |
| 04/12/2009 | Graz           | Austria     | Stadthalle Graz                  | Posticipo di altre date.                                              |

## Scaletta

### Setlist 1
1. In Chains
2. Wrong
3. Hole to Feed
4. Walking in My Shoes
5. It's No Good
6. A Question of Time
7. Precious
8. Fly On The Windscreen
9. Jezebel / Little Soul *
10. A Question of Lust / Home / Judas
11. Come Back / Miles Away/The Truth Is
12. Peace / Fragile Tension / Policy of Truth
13. In Your Room (mix tra la versione album e Zephyr Remix)
14. I Feel You
15. In Sympathy / Policy of Truth (eliminate dopo la data di Toronto)
16. Enjoy the Silence
17. Never Let Me Down Again
18. Stripped / Shake the Disease * / Somebody / A Question of Lust
19. Master and Servant / Stripped
20. Strangelove / Behind the Wheel
21. Personal Jesus
22. Waiting for the Night

* Canzone Cantata da Martin Gore.

### Setlist 2
1. In Chains
2. Wrong
3. Hole to Feed
4. Walking in My Shoes
5. It's No Good (eseguita fra Policy of truth e In Your Room in alcune date)
6. A Question of Time
7. Precious
8. World in My Eyes
9. Fly on the Windscreen (eseguita solamente in alcune date)
10. Freelove / Clean / Dressed in Black / Sister of Night / Jezebel / Insight / Judas / One Caress *
11. Home
12. Miles Away/The Truth Is / Come Back
13. Policy of Truth
14. In Your Room(mix tra la versione album e Zephyr Remix)
15. I Feel You
16. Enjoy the Silence
17. Never Let Me Down Again
18. Somebody / A Question of Lust / Dressed in Black / One Caress *
19. Stripped
20. Behind the Wheel / Photographic
21. Personal Jesus
22. Waiting for the Night (eseguita solamente nella seconda data di Barcellona)

* Canzoni cantate da Martin Gore.

## Musicisti

### Depeche Mode
- Dave Gahan - voce
- Martin Gore - chitarra, sintetizzatori, cori, voce
- Andy Fletcher - sintetizzatori, cori

### Musicisti di supporto
- Peter Gordeno - sintetizzatori, pianoforte (17 febbraio 2010), cori
- Christian Eigner - batteria, sintetizzatori
- orchestra - archi (17 febbraio 2010)

### Ospiti
- Alan Wilder - pianoforte (17 febbraio 2010)

## Riconoscimenti
- Billboard - "Billboard's Top Tours" (20º posto)

## Curiosità
- Nella data di Tel Aviv del 10 maggio 2009, i 50,000 presenti all'Itztadion Ramat Gan, cantarono "Tanti Auguri" a Dave Gahan in occasione del suo 47º compleanno avvenuto il giorno precedente.
- Nella data di Valladolid dell'8 luglio 2009, il pubblico cantò "Tanti Auguri" a Andy Fletcher che quel giorno compiva 48 anni.
- Nella data di Toronto del 24 luglio 2009, il pubblico cantò "Tanti Auguri" a Martin Gore che il giorno precedente aveva compiuto 48 anni.
- Nella data di Lima del 13 ottobre 2009, il "thank you very much! goodnight!" di Dave Gahan ai 28,000 dell'Explanada del Estadio Monumental, fu frainteso per un "goodnight, Chile!". La frase scatenò diverse polemiche tra i peruviani finché non fu confermato che il tutto si trattava solamente di un fraintendimento da parte del pubblico.
- La data di Londra del 17 febbraio 2010 è stata uno show di beneficenza i cui ricavati andarono al Teenage Cancer Trust[4], associazione che raccoglie fondi per la ricerca per combattere il cancro nei giovani. Durante lo stesso show, l'ex tastierista della band, Alan Wilder, fece un'apparizione a sorpresa suonando il pianoforte nella performance di Somebody[4].
- Nella data di Londra del 20 febbraio 2010, il pubblico cantò "Tanti Auguri" a Peter Gordeno in occasione del suo 46º compleanno[5].
- Nel backstage della data di Düsseldorf del 26 febbraio 2010, Jean-Claude Biver, amministratore delegato di Hublot, si è unito ai Depeche Mode per consegnare un assegno di oltre 600,000 dollari a Simon Davies, amministratore delegato del Teenage Cancer Trust.